# Duroia hirsutissima
Duroia hirsutissima là một loài thực vật có hoa trong họ Thiến thảo. Loài này được Steyerm. mô tả khoa học đầu tiên năm 1981.